# Justus van der Nypoort
Justus van der Nypoort (* um 1625 in Utrecht; † nach 1692) war ein niederländischer Maler und Radierer.

## Leben
Er wurde als Sohn des Dekans von St. Maria in Utrecht, Willem van Nypoort, um 1625 geboren. Seine Ausbildung erhielt er ab 1639 bei Pieter van Portengens. Ab 1672 ist seine Tätigkeit mit Jan van Bunnick und Andries de Wit in Rees bei Kleve dokumentiert. Später, ab 1683, verlagerte sich sein Tätigkeit auf das Herrschaftsgebiet der Habsburger.
Seine Radierungen stellen hauptsächlich Szenen aus dem Leben der Bauern dar. Außerdem radierte er einige religiöse und allegorische Darstellungen, Schlachtenszenen und eine Folge von 33 Ansichten der Schloss- u. Gartenanlagen der fürstbischöflichen Residenz in Kroměříž (Tschechien). In den letzten Jahrzehnten seines Lebens konzentrierte sich seine Haupttätigkeit auf die Buchillustration. 1686 veröffentlichte der Militäringenieur Ernst Burckhard von Birckenstein ein Lehrbuch der Geometrie beim Wiener Verleger Johann van Ghelen. Zum Erfolg des Buches haben auch die Radierungen van der Nypoorts beigetragen.
Justus heiratete am 9. November 1677 in der Kathedrale von Ljubljana Maria Anna Paulin (oder Pavlin). Er hatte ein Kind, das im Alter von 4 Jahren starb. Die Umstände und Zeitpunkt seines Todes sind unbekannt.